# Місіонери Облати Непорочної Марії
Облати, або Місіонери Облати Непорочної Марії (лат. Oblati Mariae Immaculatae; OMI; лат. oblatio — жертвування, присвята) — місіонери християнське згромадження, що має на меті проповідувати Євангеліє найбільш потребуючим.

## Історія Згромадження
Згромадження Місіонерів Облатів Непорочної Марії засноване в XIX столітті святим Євгеном де Мазенодом. Гаслом, яким за прикладом Засновника керуються облати, є: «Evangelizare pauperibus misit me» — «Євангелізувати вбогих послав мене». Вершину розвитку облати осягнули в 1966 році, доходячи до кількості 7 630 членів. У січні 2003 року облатів було 4488, зокрема 1 кардинал, 5 архієпископів, 37 єпископів, 2 апостольських префектів, 3288 священиків, 469 братів після вічних обітів, 127 семінаристів після вічних обітів, 530 семінаристів на часових обітах і 29 братів на часових обітах.
Хоч з огляду на похилий вік старшого покоління кількість облатів зменшується і хоч в західних країнах криза покликань постійно триває, в останніх роках в Згромадженні зауважується зростання нових покликань, особливо в Африці та Азії. Найбільше покликань в Згромадженні має однак Польська Провінція, до якої належить також Делегатура в Україні.
У цей час найбільше облатів є в Європі (1401 в січні 2003 р.), потім іде Африка з Мадагаскаром (837), Канада (735), Азія з Океанією (615), Південна Америка (466) і Сполучені Штати (434).
Облати надалі творять нові місійні фундації. Від 1982 р. прийнято нові місії аж в 13 країнах. У цей час 4 400 облатів працює в понад 60 країнах світу, на усіх континентах. На цілому світі облати мають близько 100 новіціїв і 600 семінаристів, які приготовляються до місіонерського служіння.

## Харизма Згромадження
Харизма — це дар Святого Духа даний спільноті Церкви на дорозі до дому Отця. Таким багатством і даром для будування усієї спільноти віруючих став дар особи святого Євгена де Мазенода, який ведений Святим Духом став отцем великої родини Місіонерів Облатів Непорочної Марії.
Ким є облат, яка є його тотожність, покликання? Ось питання, які торкають дійсності харизми. «Євангелізувати вбогих послав мене Господь» — ось гасло цієї чернечої родини. Кожна людина є безцінна в очах Господніх — ціна однієї душі це Кров Ісуса Христа! Ця свідомість безмежної любові Бога, котрий відкупив кожного і спас своєю Кров'ю є фундаментом Згромадження. Вбогий, про якого мова в гаслі Згромадження, це в сенсі віри той, який в своєму житті загубив Бога, або ще про нього не чув. До них власне, найбідніших, є послані облати Богом і Церквою.
Взірцем життя облатів є спільнота Апостолів згромаджених навколо Христа. Життя у спільноті є однією із найважливіших прикмет облатського покликання. Це у спільноті облати зростають в святості і через неї євангелізують. Живучи разом для Бога, залишають усе і єднаються з Богом через обіти: чистоту, вбогість, послух та витривалість.
Тим, що на перший погляд відрізняє облатів від інших осіб духовних, є облатський Хрест, який носять на грудях. Хрест є знаком безмежної любові Бога до людини. Хрест пригадує їм і тим, до котрих ідуть, що Бог є Любов'ю і прагне, щоб кожна людина була спасенна. Це очима Розп'ятого Ісуса, очима повними Його любові, облати мають дивитися на світ!
Дуже важливою прикметою Згромадження є місійність. Папа Пій XI назвав облатів спеціалістами від важких місій. Місійна послуга має два обличчя: проголошування парафіяльних місій та місії закордонні.
Зі служінням облатів в Церкві є нероздільно зв'язана особа Непорочної Марії. Вона є для них взірцем і покровителькою. Їй вони є в особливий спосіб пожертвувані — облат з латинської мови означає пожертвуваний — Місіонери Облати Непорочної Марії.

## Делегатура Місіонерів Облатів в Україні
Місіонери Облати Непорочної Марії розпочали працювати в Україні восени 1989 року на запрошення настоятеля барської парафії о. кан. Броніслава Бернацького, теперішнього єпископа-ординарія Одесько-Сімферопольської єпархії. Першими отцями, які приїхали з Польщі, були о. Кшиштоф Бородзєй ОМІ та о. Яцек Пиль ОМІ. В 1990 році вони переїхали до Жмеринки, де протягом року допомагали в душпастирській праці настоятелю о. Миколі Гуцалу. В цьому ж році вони розпочали доїжджати до парафії св. Йосипа у Гнівані, щоб в 1991 році прийняти її на постійну опіку. В 1991 році отці заснували там перший дім Облатів в Україні. Отець К. Бородзєй восени цього ж року поїхав до Києва, де зайнявся душпастирською працею в парафії св. Миколая. Отець Яцек Пиль розпочав в Гнівані ремонт знищеного храму, стилю неоготика, який 14 вересня 2006 року святкував 100-ліття своєї консекрації. Згодом Облати заснували свій дім і зайнялись душпастриською працею в Чернігові (1994 р.) і Славутичі (1996 р.).
14 вересня 1997 року повстала Делегатура Польської Провінції Місіонерів Облатів Непорочної Марії в Україні. Першим настоятелем Делегатури став о. Яцек Пиль ОМІ, який служив на цій посаді до 14 вересня 2006 року. Протягом цього часу повстали нові чернечі доми та парафії під опікою Місіонерів Облатів в Центральній і Східній Україні: в Обухові (1998 р.), Кривому Розі (1998 р.), Євпаторії (1999), Полтаві (2003 р.).
З 14 вересня 2006 року новим настоятелем Делегатури є о. Радослав Змітрович ОМІ.

### Делегатура сьогодні
На сьогодні Делегатура Місіонерів Облатів Непорочної Марії нараховує 8 чернечих домів, 26 Отців, 2 братів, 3 семінаристів і 5 преновіціїв.
Праця Місіонерів Облатів в Україні від самого початку іде в декількох напрямках:
- традиційне душпастирство: провадження існуючих парафій, катехізація дорослих, молоді, дітей, провадження місій і реколекцій;
- євангелізація: закладання нових парафій, парафіяльних груп, літні табори для дітей і молоді і євангелізаційні реколекції, ЗМІ, видавнича діяльність, душпастирство у в'язницях;
- благодійна діяльність: відвідування хворих, медична допомога і одяг для бідних, організування відпочинку в Україні та за кордоном для дітей із Чорнобильської зони;
- будування нових костелів і каплиць, парафіяльних і душпастирських будинків: (Гнівань, Сутиски, Тиврів [Архівовано 9 лютого 2020 у Wayback Machine.], Обухів, Чернігів, Славутич, Полтава, Кривий Ріг, Щорс, Ніжин, Євпаторія).

Кожна спільнота Місіонерів Облатів Непорочної Діви Марії в Україні обслуговує по декілька парафій, а саме: (дати в дужках означають час початку праці Облатів в даних парафіях):
1. У Кам'янець-Подільській єпархії:
- парафія св. Йосипа в м. Гнівань (1990),
- парафія св. Михаїла Архангела в Тиврові (1994),
- парафія Божого Милосердя в Сутисках (1997).

2. В Київсько-Житомирській єпархії:
- парафія св. Миколая в Києві (1991),
- парафія св. Духа в Чернігові (1993),
- парафія Пресвятої Трійці в Обухові (1996),
- парафія святих Ангелів Охоронців і св. Євгена де Мазенода в Славутичі (1996),
- парафія св. Апостолів Петра і Павла в Ніжині (1999),
- парафія Найсвятішого Серця Ісуса в Прилуках (2002),
- парафія Непорочного Серця Пресвятої Діви Марії в Щорсі (2003).

3. В Харківсько-Запорізькій єпархії:
- парафія Успіння Пресвятої Богородиці в Кривому Розі (1998),
- парафія Воздвиження Святого Хреста в Полтаві (2002),

4. В Одесько-Сімферопольській єпархії:
- парафія св. Мартина в Євпаторії (1999),
- парафія Божого Милосердя в Братскоє (2001).